# 喬松年
喬 松年（きょう しょうねん、Qiao Songnian、1815年 - 1875年）は、清末の官僚。字は鶴儕。山西省徐溝県出身。
1835年に進士となり、工部主事・郎中を歴任する。1853年、蘇州の知府に任命された。当時、上海は劉麗川率いる小刀会に占拠されていたが、喬松年は城内の郷勇と連絡を取り、鎮圧に成功した。この功により常鎮通海道に任命された。1856年から常州に駐屯して太平天国軍と戦った。
1863年、安徽巡撫に抜擢され、翌年に湖北省から安徽省に侵入した太平天国軍・捻軍をセンゲリンチン（僧格林沁）・英翰らとともに迎撃し、10万人を降伏させ、首領の陳得才を自殺させる功をたてた。
1866年、陝西巡撫に転任し、提督の劉松山や安徽軍を率いる郭宝昌と協力して、侵入した張宗禹率いる捻軍と戦い、陝西省を守り抜いた。1871年、東河総督に任命され、黄河の治水にあたった。死後、勤格の諡号を贈られた。

## 著作
- 『蘿藦亭伝記』
- 『蘿藦亭遺詩』